# Detașamentul lupilor

Wolf Warrior (chineză: 战狼) este un film 3D chinezesc din 2015 regizat de Wu Jing.

## Distribuție
- Wu Jing
- Scott Adkins